# Luis Sinisterra
Luis Fernando Sinisterra Lucumí, né le 17 juin 1999 à Santander de Quilichao en Colombie, est un footballeur international colombien qui évolue au poste d'ailier gauche à l'AFC Bournemouth.

## Biographie

### En sélection
Avec les moins de 20 ans, il participe à la Coupe du monde des moins de 20 ans en 2019. Lors du mondial junior organisé en Pologne, il joue cinq matchs. Il s'illustre en inscrivant un doublé contre Haïti en phase de poule. Les joueurs colombiens s'inclinent en quart de finale face à l'Ukraine.

## Statistiques

### En sélection nationale
| Saison                | Sélection             | Phases finales        | Phases finales | Phases finales | Phases finales | Éliminatoires CDM | Éliminatoires CDM | Éliminatoires CDM | Matchs amicaux | Matchs amicaux | Matchs amicaux | Total | Total | Total |
| Saison                | Sélection             | Compétition           | M              | B              | Pd             | M                 | B                 | Pd                | M              | B              | Pd             | M     | B     | Pd    |
| --------------------- | --------------------- | --------------------- | -------------- | -------------- | -------------- | ----------------- | ----------------- | ----------------- | -------------- | -------------- | -------------- | ----- | ----- | ----- |
| 2019-2020             | Colombie              | -                     | -              | -              | -              | -                 | -                 | -                 | 1              | 0              | 0              | 1     | 0     | 0     |
| 2021-2022             | Colombie              | -                     | -              | -              | -              | 4                 | 0                 | 0                 | -              | -              | -              | 4     | 0     | 0     |
| 2022-2023             | Colombie              | -                     | -              | -              | -              | -                 | -                 | -                 | 2              | 3              | 0              | 2     | 3     | 0     |
| 2023-2024             | Colombie              | Copa América 2024     | 3              | 0              | 0              | 4                 | 0                 | 0                 | 2              | 1              | 1              | 9     | 1     | 1     |
| Total sur la carrière | Total sur la carrière | Total sur la carrière | 3              | 0              | 0              | 8                 | 0                 | 0                 | 5              | 4              | 1              | 16    | 4     | 1     |

## Palmarès
| Feyenoord Rotterdam                            | Colombie                            |
| ---------------------------------------------- | ----------------------------------- |
| - Ligue Europa Conférence : - Finaliste : 2022 | - Copa América : - Finaliste : 2024 |